# زمین‌لرزه پیچیلمو
زمین‌لرزه پیچیلمو ممکن است به یکی از موارد زیر اشاره داشته باشد:
- زمین‌لرزه ۱۹۸۵ پیچیلمو
- زمین‌لرزه ۲۰۱۰ پیچیلمو